# 田中友理恵
田中 友理恵（たなか ゆりえ、1989年（昭和64年）1月6日 - ）は、新潟県南魚沼市出身の2018年平昌オリンピック及び2022年北京オリンピックのバイアスロン代表選手である。射撃を得意とする。自衛隊体育学校所属。

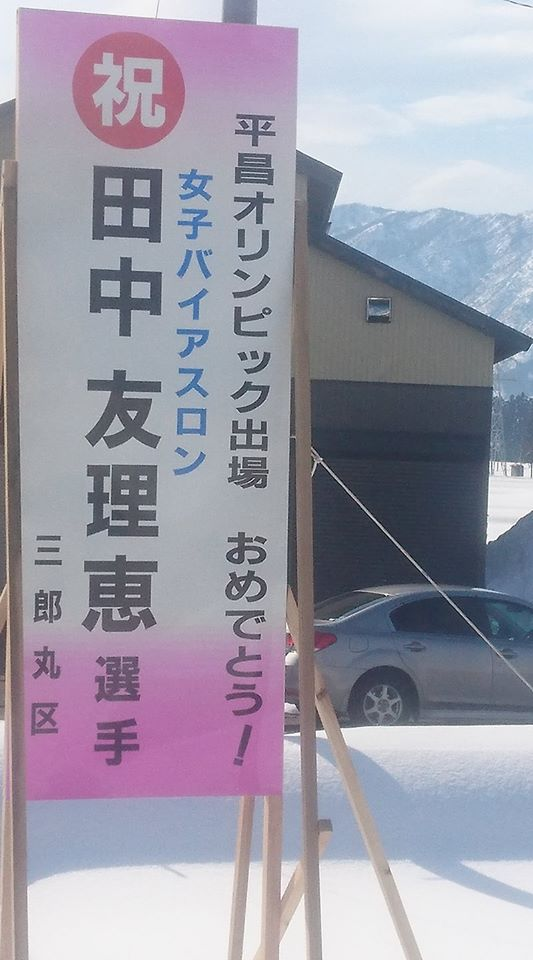
地元三郎丸区の応援看板

## 経歴
新潟県南魚沼市出身。南魚沼市立第一上田小学校を卒業。南魚沼市立塩沢中学校を卒業。新潟県立小出高等学校を卒業。2010年（平成22年）、日本大学文理学部体育学科を卒業
。2011年（平成23年）4月、陸上自衛隊冬季戦技教育隊に入隊。自衛隊体育学校に所属。
2017年（平成29年）2月24日、冬季アジア大会バイアスロン女子10km6位。2月25日、男女混合リレー3位。
2018年（平成30年）1月19日、平昌五輪代表に内定。平昌五輪では女子7.5kmスプリントで68位、女子15kmで80位、女子24kmリレーで17位だった。
2022年北京オリンピックでは女子7.5kmスプリントで74位、女子15kmで71位、女子24キロリレー（立崎芙由子/前田沙理/蜂須賀明香/田中友理恵）で17位だった。
2022年4月、バイアスロンから転向してスキーモ選手として、2026年ミラノ・コルティナダンペッツォオリンピックへの出場を目指す。